# Iráni-fennsík
Az Iráni-fennsík (perzsáulفلات ایران) geológiai formáció Nyugat- és Közép-Ázsiában, Irán, Afganisztán és Pakisztán területén. Az Eurázsiai tektonikus lemez része, az Indiai- és Arábiai-lemezek peremén.
Határai:
- nyugaton, délnyugaton a Zagrosz
- északnyugaton az Örmény-felföld és a Kaukázus
- északon a Kaszpi-tenger és a Kopet-dag
- keleten a Hindukus, a Szulaiman- és Kirthar-hegységek
- délen a Perzsa-öböl, a Hormuzi-szoros, az Ománi-öböl és az Arab-tenger

## Hegységek
- Északnyugat-iráni-hegyvidék
- Alborz (Elburz)
- Közép-iráni-fennsík
- Kelet-iráni-hegyvidék
- Beludzsisztáni-hegyvidék

## Medencék
- Dast-e Kavír sivatag
- Dast-e Lut sivatag
- Afgán-medence (Szisztáni-medence)

## Fordítás
Ez a szócikk részben vagy egészben  az   Iranian Plateau című angol Wikipédia-szócikk fordításán alapul.  Az eredeti cikk szerkesztőit annak laptörténete sorolja fel. Ez a jelzés csupán a megfogalmazás eredetét és a szerzői jogokat jelzi, nem szolgál a cikkben szereplő információk forrásmegjelöléseként.